# Elena Fanchini
Elena Fanchini (Lovere, 30 aprile 1985 – Solato, 8 febbraio 2023) è stata una sciatrice alpina italiana.
Ha fatto parte della nazionale italiana di sci alpino dal 23 gennaio 2003 al 22 aprile 2020, data in cui ha annunciato il suo ritiro. Nel corso della sua carriera, ha vinto una medaglia d'argento ai Campionati mondiali del 2005 (nella discesa libera), due prove di Coppa del Mondo nel dicembre 2005 e nel gennaio 2015 (sempre nella stessa specialità) e 11 medaglie ai campionati italiani, di cui 7 d'oro e 4 d'argento.

## Biografia
Originaria di Montecampione di Artogne, era sorella di Nadia e Sabrina, a loro volta sciatrici alpine di alto livello.

### Stagioni 2001-2005
Attiva in gare FIS dal marzo 2001, ha fatto parte della nazionale italiana dal 2003. In Coppa Europa ha esordito il 23 gennaio 2003 all'Abetone in slalom gigante, senza completare la gara, e ha conquistato il primo podio il 19 dicembre dello stesso anno a Ponte di Legno/Passo del Tonale in discesa libera (3ª); nel 2004 ha subito un intervento chirurgico per una lesione al ginocchio.
Nel 2005 ha esordito in Coppa del Mondo, il 6 gennaio a Santa Caterina Valfurva in discesa libera (17ª) e ai Campionati mondiali: nella rassegna iridata di Bormio/Santa Caterina Valfurva ha vinto la medaglia d'argento nella discesa libera, è stata 20ª nella combinata e non ha concluso lo slalom gigante. Il 23 febbraio seguente ha vinto la medaglia d'argento nella discesa libera anche ai Mondiali juniores di Bardonecchia, dietro alla sorella Nadia; il giorno dopo ha vinto la medaglia di bronzo nel supergigante, sempre in coppia con la sorella (argento).

### Stagioni 2006-2010
Il 2 dicembre 2005 ha vinto la sua prima gara di Coppa del Mondo aggiudicandosi la discesa libera di Lake Louise, suo primo podio nel circuito; ai XX Giochi olimpici invernali di Torino 2006, suo esordio olimpico, si è piazzata 29ª nella discesa libera e non ha concluso il supergigante, mentre ai Mondiali di Åre 2007 ha ottenuto il 27º posto nella discesa libera e il 31º nel supergigante.
Durante un allenamento in Austria nell'ottobre 2008 si è procurata la rottura dei legamenti del ginocchio sinistro, infortunio che l'ha costretta a saltare l'intera stagione 2008-2009. Tornata alle gare in quella seguente, ha partecipato anche ai XXI Giochi olimpici invernali di Vancouver 2010, dove si è classificata 14ª nella discesa libera e non ha concluso il supergigante.

### Stagioni 2011-2020
Ai Mondiali di Garmisch-Partenkirchen 2011 gareggiò nella discesa libera e nel supergigante, piazzandosi rispettivamente 16ª e 18ª. Il 16 marzo 2012 conquistò la sua unica vittoria in Coppa Europa, nonché ultimo podio, a Pila in supergigante, mentre nella stagione seguente ai Mondiali di Schladming 2013 fu 9ª nella discesa libera e 15ª nella supercombinata. L'anno dopo prese parte ai XXII Giochi olimpici invernali di Soči 2014, sua ultima presenza olimpica, classificandosi 12ª nella discesa libera e non concludendo la supercombinata. Il 16 gennaio 2015 conquistò la sua seconda e ultima vittoria in Coppa del Mondo, nonché ultimo podio, a Cortina d'Ampezzo in discesa libera; ai successivi Mondiali di Vail/Beaver Creek 2015 si classificò 26ª nella discesa libera e 16ª nella combinata. La sua ultima presenza iridata, a Sankt Moritz 2017, la vide piazzarsi 14ª nella discesa libera.
Il 12 gennaio 2018 rese noto che le era stato diagnosticato un tumore, che la obbligò a rinunciare a partecipare ai XXIII Giochi olimpici invernali di Pyeongchang 2018 per sottoporsi alle terapie. A novembre 2018 annunciò di aver superato la malattia e riprese la preparazione in vista della stagione 2018-2019; tuttavia il 20 novembre cadde durante un allenamento a Copper Mountain, riportando la frattura di un dito della mano e un trauma distorsivo-contusivo al ginocchio sinistro, con frattura del perone prossimale; l'infortunio le impedì di disputare l'intera stagione.
Sebbene inizialmente fosse sua intenzione provare un ulteriore rientro, la riabilitazione non diede i risultati auspicati per permetterle di tornare competitiva, sicché il 22 aprile 2020 annunciò il ritiro, assieme alla sorella Nadia; la sua ultima gara in carriera rimase così il supergigante di Coppa del Mondo disputato a Val-d'Isère il 17 dicembre 2017 e chiuso al 39º posto.

### Morte
Nell'agosto 2022 le viene diagnosticata una recidiva del tumore che l'aveva colpita cinque anni prima; nei mesi successivi il suo quadro clinico si aggrava rapidamente, come testimoniato dalla dedica tributatale dall'ex compagna di squadra Sofia Goggia a margine della propria vittoria in discesa libera a Cortina d'Ampezzo, il 20 gennaio 2023.
Qualche settimana dopo, l'8 febbraio 2023, Elena Fanchini è spirata nella sua casa di Solato, frazione del comune di Pian Camuno, all'età di 37 anni. Dopo le esequie e la cremazione, le sue ceneri sono state deposte nel cimitero di Vissone.

## Palmarès

### Mondiali
- 1 medaglia
  - 1 argento (discesa libera a Bormio/Santa Caterina Valfurva 2005)

### Mondiali juniores
- 2 medaglie:
  - 1 argento (discesa libera a Bardonecchia 2005)
  - 1 bronzo (supergigante a Bardonecchia 2005)

### Coppa del Mondo
- Miglior piazzamento in classifica generale: 17ª nel 2015
- 4 podi (in discesa libera):
  - 2 vittorie
  - 2 terzi posti

#### Coppa del Mondo - vittorie
| Data            | Località          | Paese  | Specialità |
| --------------- | ----------------- | ------ | ---------- |
| 2 dicembre 2005 | Lake Louise       | Canada | DH         |
| 16 gennaio 2015 | Cortina d'Ampezzo | Italia | DH         |

Legenda:

DH = discesa libera

### Coppa Europa
- Miglior piazzamento in classifica generale: 33ª nel 2005
- 5 podi:
  - 1 vittoria
  - 4 terzi posti

#### Coppa Europa - vittorie
| Data          | Località | Paese  | Specialità |
| ------------- | -------- | ------ | ---------- |
| 16 marzo 2012 | Pila     | Italia | SG         |

Legenda:

SG = supergigante

### South American Cup
- Miglior piazzamento in classifica generale: 23ª nel 2006
- 1 podio:
  - 1 vittoria

#### South American Cup - vittorie
| Data              | Località  | Paese     | Specialità |
| ----------------- | --------- | --------- | ---------- |
| 18 settembre 2005 | Las Leñas | Argentina | SG         |

Legenda:

SG = supergigante

### Campionati italiani
- 11 medaglie[4]:
  - 7 ori (discesa libera nel 2005; discesa libera nel 2007; discesa libera nel 2010; discesa libera nel 2011; discesa libera nel 2012; discesa libera nel 2015; discesa libera nel 2016)
  - 4 argenti (discesa libera nel 2006; supercombinata nel 2007; discesa libera, supergigante nel 2008)